# 크라나오스
크라나오스(그리스어: Κραναός)는 고대 아테네의 네 번째 왕이었다. 그는 케크롭스 1세를 계승하였다. 
크라니오스는 아티카의 주민, 또는 케크롭스 1세와 함께 이집트에서 건너왔다고 한다. 신화에 의하면 그는 케크롭스 1세와 같이 땅에서 태어났다고 한다. 데우칼리온의 홍수 이야기가 그의 치세 중에 발생하였다고 생각된다. 
그는 스파르타의 여인 페디아스와 결혼하여 세 딸을 두었는데, 크라나에, 크라나에크미, 아티스가 그들이다. 아티스는 소녀 시절에 죽었을 것으로 추측되는데, 아티카의 이름은 바로 그녀의 이름에서 따 온 것이다. 그러나 다른 전승에서는 아티스가 에릭토니오스의 어머니로 이야기되기도 한다.
크라나에는 테살로스의 왕 데우칼리온의 아들인 암픽티온에게 시집갔다. 크라나우스는 사위 암픽티온에 의해 폐위되었는데, 암픽티온은 다시 에릭토니오스에 의해 폐위되었다. 
| 전임 케크롭스 1세 | 제4대 아테나이의 왕 기원전 1506년 ~ 기원전 1497년 | 후임 암픽티온 |